# عبدالکریم بن عبدالرحمن خوارزمی

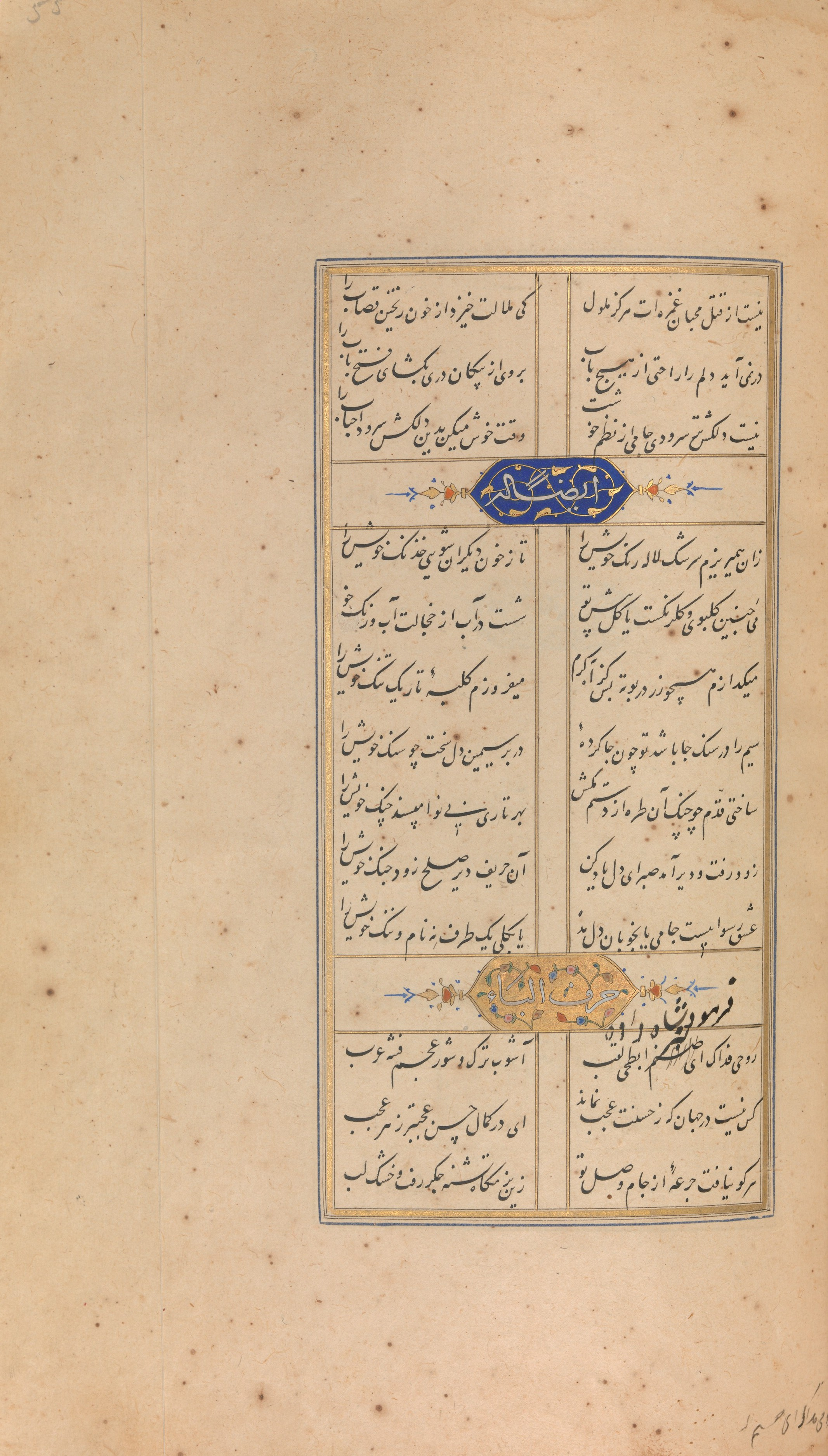
دیوان جامی به خط عبدالکریم

عبدالکریم بن عبدالرحمن خوارزمی، معروف به "پادشاه" با رقم یعقوبی، از خوشنویسان برجسته سده نهم هجری در ایران به‌شمار می‌رود. وی فرزند عبدالرحمن خوارزمی و برادر عبدالرحیم انیسی خوارزمی بود و دربار سلطان یعقوب آق قوینلو فعالیت می‌کرد. سبک خوشنویسی وی که از شیوه پدر و برادر خود که به شیوه انیسی شهرت داشتند، مشتق شده و در نگارش انواع اقلام خطی از جمله نسخ و نستعلیق به کار می‌رفت.
عبدالکریم به دلیل دقت و مهارت در خوشنویسی، توانست تمامی اقلام خوشنویسی را به‌طور استادانه اجرا کند. وی علاوه بر خوشنویسی، در سرودن اشعار نیز تبحر داشت. در اواخر عمر، به دلیل پریشانی حواس، در قطعات خود از عناوینی نظیر «کتبه خدا»، «کتبه زرافه» و «کتبه پادشاه» استفاده می‌کرد که به همین مناسبت، وی به «عبدالکریم پادشاه» معروف شد.
آثار او در میان مجموعه‌های خوشنویسی ایران از ارزش ویژه‌ای برخوردار بوده و نسخ خطی او در کتابخانه‌هایی همچون استانبول، لنینگراد و مجلس شورای اسلامی نگهداری می‌شود. از ویژگی‌های شاخص خوشنویسی وی، نزدیکی سبک به برادرش و تمایز در اجرای خطوط غیر از نستعلیق است. وی نقش مهمی در انتقال هنر خوشنویسی از نسل‌های گذشته به نسل‌های بعدی داشته و تأثیر او همچنان در تاریخ هنر خوشنویسی ایران مشهود است.
او تا ۸۹۷ ه‍. ق/۱۴۹۱ م در قید حیات بوده است، ولی در تاریخ درگذشت او اجماع وجود ندارد.

## آثار
آثار وی بیشتر در کتابخانه‌های استانبول موجود است و از آن‌ها به این نمونه‌ها می‌توان اشاره کرد:
- یک نسخه» حال‌نامهٔ عارفی و روشنائی‌نامه، به قلم کتابت جلی متوسط، با رقم: «تمت‌الکتاب… عبدالکریم‌بن عبدالرحمن‌الخوارزمی… سنهٔ ثلاث و ثمانین و ثمان مائة الهجره»

- یک صفحه از مرقع شاه طهماسب، به قلم نستعلیق چهار دانگ جلی خوش و نسخ کتابت عالی، با رقم: «کتبه عبدالکریم‌الخوارزمی»

- و چندین قطعهٔ مختلف که در کتاب «احوال و آثار خوشنویسان» ذکر شده است.